# Lillehammer Kunstmuseum
Lillehammer Kunstmuseum är ett stiftelseägt konstmuseum i Lillehammer i Norge.
Museets fasta samling innehåller norsk bildkonst från 1800-talet fram till idag. Där finns målningar och teckningar av bland annat Johan Christian Dahl, Hans Gude, Adolph Tidemand, Erik Werenskiold, Eilif Peterssen, Christian Krohg, Frits Thaulow och Edvard Munch.